# Northrop Corporation

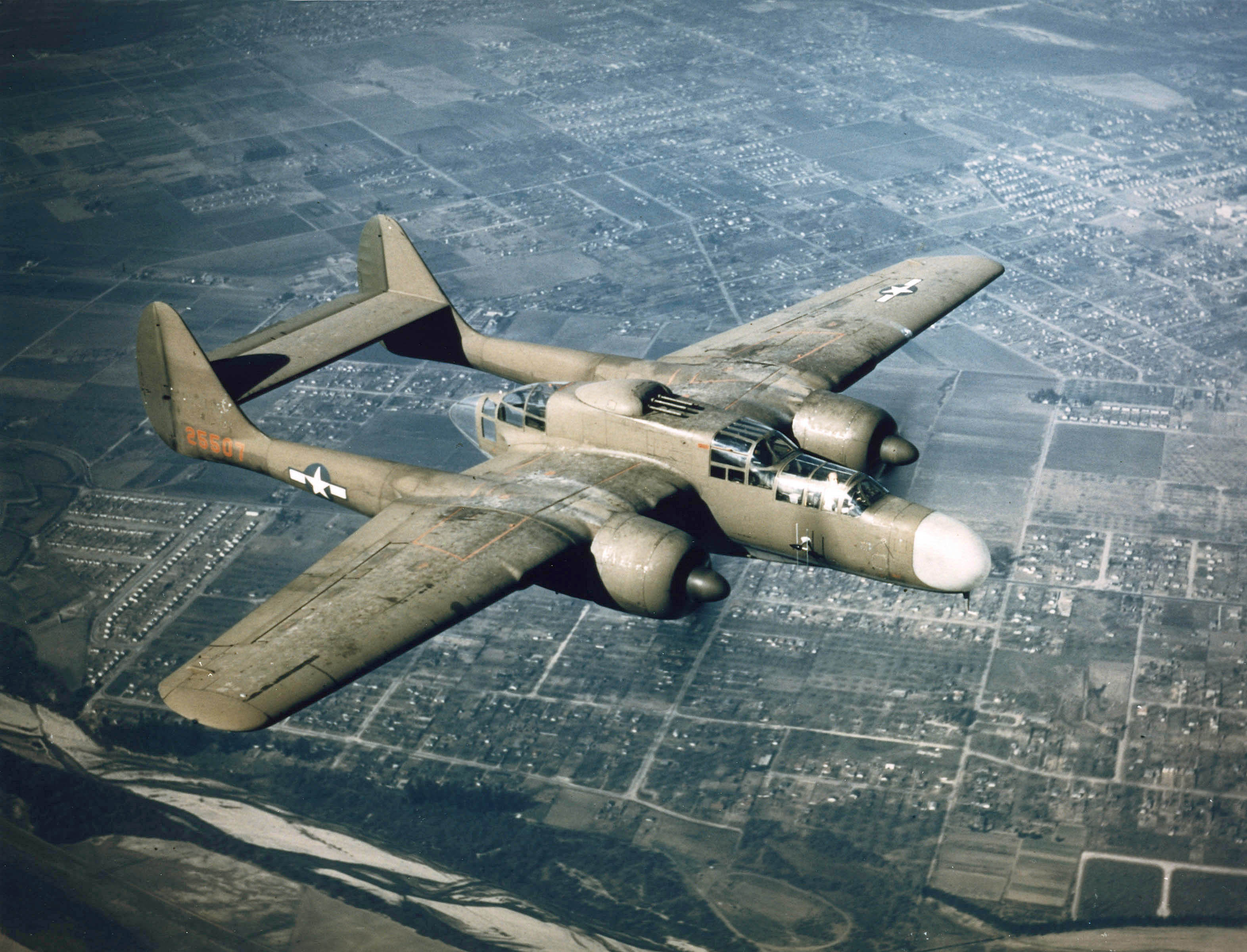
P-61 Black Widow, jaktplan som först flög 1942 och var i tjänst fram till början av 1950-talet

Northrop var en av de ledande flygplansproducenterna i USA från 1939 fram till 1994, då man i en fusion med Grumman bildade Northrop Grumman.

## Flygplan
- Alpha
- Beta
- Gamma
- Delta
- A-17
- B-2 Spirit
- F-5  Freedom Fighter, Tiger
- F-15 Reporter
- F-20 Tigershark
- MX-324 experimentflygplan
- N-1M prototypflygplan
- N-3PB sjöflygplan
- N-9M prototypflygplan
- P-61 Black Widow
- T-38 Talon
- Tacit Blue
- X-4 prototypflygplan
- X-47A Pegasus
- XB-35 prototypflygplan
- XP-56 Black Bullet
- XP-79 Flying Ram
- YA-9 prototypflygplan
- YB-49 prototypflygplan
- YF-17 se McDonnell Douglas F/A-18 Hornet
- YF-23 Black Widow II